# دبليو دبليو إي سلام سيتي
دبليو دبليو إي سلام سيتي (بالإنجليزية: WWE Slam City)‏ هو عرض متحرك تم إنشاؤه بواسطة دبليو دبليو إي والذي يعرض على قناة نيكتونز (بالإنجليزية: NickToons)‏ وأيضا يضم المصارعين المشهورين، جون سينا، ري ميستيريو، ألبرتو دل ريو، مارك هنري، سي إم بانك، دولف زيجلر، راندي أورتن، كين، شيموس وغيرهم من المصارعين.

## وصلات خارجية
- دبليو دبليو إي سلام سيتي على موقع IMDb (الإنجليزية)

- الموقع الرسمي
- الموقع على دبليو دبليو إي نيتورك